# Olcesi (cognome)
Olcesi è un cognome di lingua italiana.

## Varianti
Olcese.

## Origine e diffusione
Cognome tipicamente ligure, compare anche in Piemonte e Lombardia.
Potrebbe derivare dai toponimi Sant'Olcese e Olcesi, nella città metropolitana di Genova; lo stesso deriverebbe dal ligure urséise, dal latino ursicinus, risultando quindi affine a Orsi.

## Persone
- Giorgio Olcese – ingegnere architetto ed urbanista italiano
- Massimo Olcese – comico italiano